# Хамула Андрій Федотович
Андрій Федотович Хамула (15 серпня 1939, село Левківка, тепер Погребищенського району Вінницької області — 12 серпня 2010, місто Запоріжжя) — український радянський діяч, бригадир комплексної бригади Запорізького спеціалізованого управління № 585 тресту «Укргідроспецфундаментбуд». Депутат Верховної Ради УРСР 11-го скликання.

## Біографія
Освіта середня спеціальна.
З 1955 року — токар Степанківської ремонтно-технічної станції Погребищенського району Вінницької області, токар Київського заводу «Більшовик». Служив у Радянській армії.
Член КПРС з 1964 року.
З 1965 року — майстер, бригадир комплексної будівельно-монтажної бригади Запорізького спеціалізованого управління № 585 тресту «Укргідроспецфундаментбуд».
Потім — на пенсії в місті Запоріжжі.
Помер 12 серпня 2010 року. Похований на Капустяному цвинтарі Запоріжжя.

## Нагороди
- орден Леніна (1984)
- орден Трудового Червоного Прапора (1974)
- медалі
- лауреат Державної премії Української РСР
- заслужений будівельник Української РСР
- почесний громадянин міста Запоріжжя (29.09.1988)